# Isigny-le-Buat
Isigny-le-Buat è un comune francese di 3.350 abitanti situato nel dipartimento della Manica nella regione della Normandia.
Tinchebray-Bocage si trova a 30 km a est di Mont Saint-Michel. Con una superficie di 7.331 ettari, era il più grande comune della Bassa Normandia prima della creazione di Tinchebray-Bocage il 1° gennaio 2015. 

## Società

### Evoluzione demografica
Abitanti censiti